# Alexander Bühl
Alexander Bühl (* 1986) ist ein deutscher Jazzmusiker (Tenor- und Sopransaxophon,  Klarinette, Komposition).

## Leben und Wirken
Bühl studierte an der Hochschule für Musik Nürnberg von 2006 bis 2012 Jazz-Saxophon bei Hubert Winter, Steffen Schorn und Klaus Graf. Sein Diplom (wie auch einen Master) schloss er mit Auszeichnung ab. Im Anschluss studierte er Komposition an der Musikhochschule Stuttgart bei Rainer Tempel. Bereits vor seinem Studium in Nürnberg spielte er im Landesjazzorchester Baden-Württemberg unter Leitung von Bernd Konrad; er gewann ein Škoda-Stipendium, mit dem er in das Bundesjazzorchester aufgenommen wurde, mit dem er Tourneen nach Südafrika und Indien unternahm.
2008 spielte Bühl mit dem Lukas Brenner Trio im Finale des Biberacher Jazzpreises. 2011 kam er mit seiner Komposition Meerklang ins Finale des Kompositionswettbewerbs Jazz Comp Graz. Im gleichen Jahr war er mit der Kölner Band Hot Brownies auf einer dreiwöchigen Tournee auf den Philippinen und Palau. 2012 gründete er das Alexander Bühl Sextet, mit dem er seither zwei Alben veröffentlichte. 2016 gründete er zudem seine Concert Jazzband.
Bühl ist festes Mitglied der Tobias Becker Bigband, des Gibnod Jazz Orchestra und des Groove Legend Orchestras. Als Gast spielt er immer wieder mit dem Sunday Night Orchestra, der Thilo Wolf Bigband und dem Jazzfactory Orchestra. Eigenkompositionen von Bühl finden sich auf den Alben Die Besten aus Südwesten der SWR Big Band, Lifestream (Tobias Becker Bigband) und Volume 9 – Originals (Bundesjazzorchester). Weiterhin ist Bühl als Interpret auf Alben des Bundesjazzorchesters (Calcutta Ending), von Frédéric Rabold, Gee Hye Lee, Carlos Reisch und Johannes Ludwig zu hören.
2018 wurde Bühl mit dem Jazzpreis des Landes Baden-Württemberg ausgezeichnet, da er es vermochte, „durch packende Improvisationen und durch interessante, spannende Kompositionen das Publikum und die Fachwelt zu begeistern.“